# Gustaf Rutensparre
Gustaf Rutensparre, född 1685, död den 28 mars 1749 i Stockholm, var en svensk karolin. Han var far till Carl Rutensparre, svärfar till Carl Gustaf Grubbe och farfar till Johan Lorens Rutensparre.
Rutensparre adlades 1715 (han hette förut Skarp) och blev 1742 överste för ett värvat regemente. Han var ägare till Limmareds säteri i Tranemo socken, på vars ägor han grundade Limmareds glasbruk.